# Cearbhall Ó Dálaigh
Cearbhall Ó Dálaigh (født 12. februar 1911 i Bray, County Wicklow, død 21. marts 1978 i Sneem, County Kerry) var en irsk advokat, dommer og politiker fra Fianna Fáil, der var Irlands 5. præsident fra 1974 til 1976.